# 8madrid
8madrid TV es un canal español de televisión que emite en toda la Comunidad de Madrid. Pertenece a Televisión Digital Madrid, grupo gestionado por el presidente del Atlético de Madrid, Enrique Cerezo.

## Historia del canal
La Comunidad de Madrid concedió en 2005, mediante concurso público, 10 licencias de carácter local a la empresa "Televisión Digital Madrid SLU" gestionada por Enrique Cerezo, pertenecientes a las demarcaciones de Madrid, Alcalá de Henares, Alcobendas, Aranjuez, Collado Villalba, Fuenlabrada, Móstoles, Pozuelo de Alarcón, San Martín de Valdeiglesias y Soto del Real.
La cadena comenzó sus emisiones el 17 de marzo de 2006 en la demarcación de Madrid.
En diciembre de 2023, la cadena comenzó a emitir en alta definición.